# Línea 20 (EMT Málaga)
La línea 20 de la EMT de Málaga es la línea que comunica los barrios de Los Prados y Alegría de la Huerta, formándose tras la fusión de las antiguas líneas 24 y 26.
En feria se modifica el recorrido ya que no puede atravesar completamente el Recinto Ferial en dirección los Prados quedandose en La parada EMT camino san Rafael y recorta por el eje de Ortega y Gasset.

## La antigua línea 20

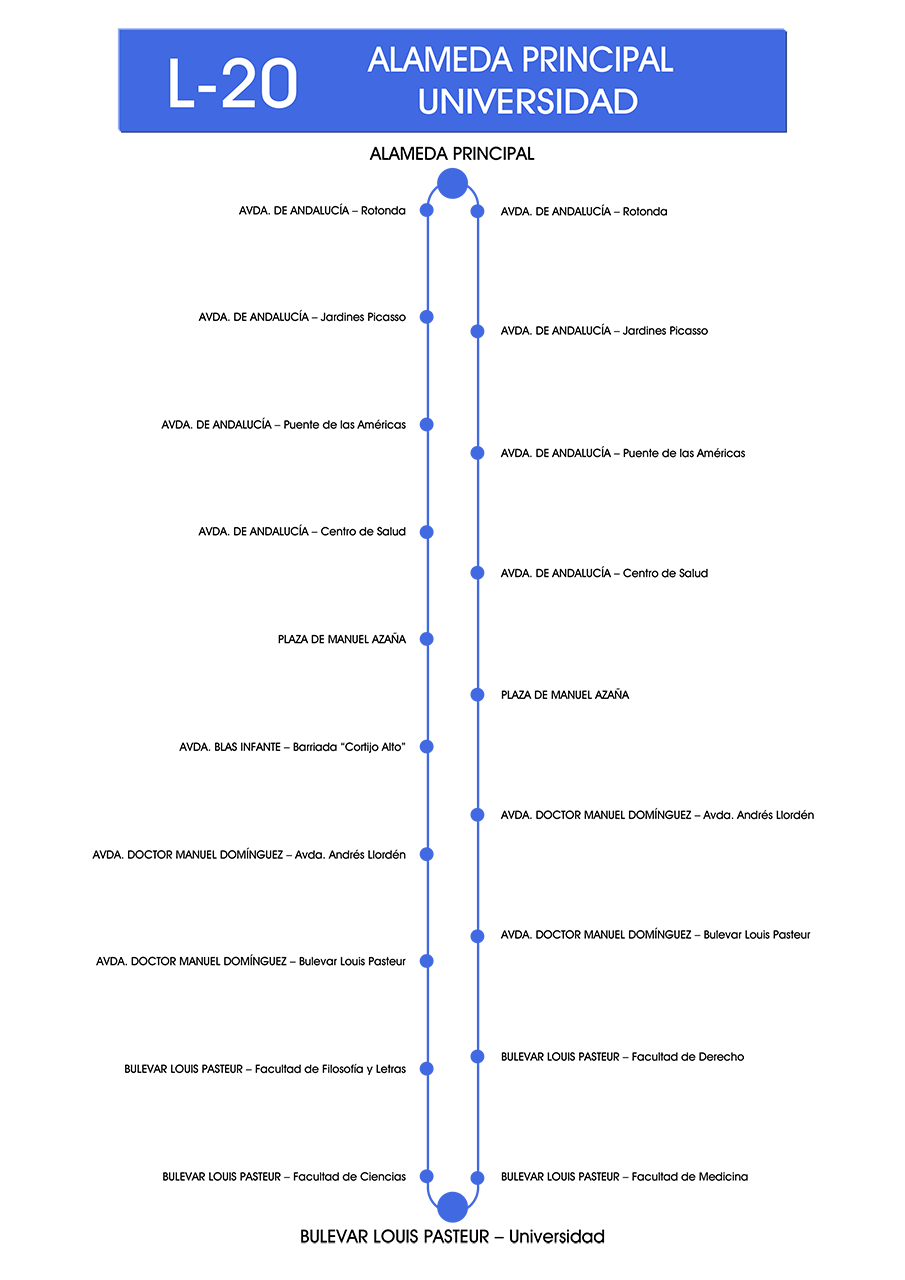
Antiguo itinerario de la Línea 20

La línea 20 de la EMT de Málaga conectaba el centro de Málaga con el Campus de Teatinos de una manera semidirecta. Desapareció tras incorporarse en la línea 11.
Su recorrido comenzaba en la zona norte de la Alameda Principal, junto a la calle Ordóñez y terminaba al fin del Bulevar de Louis Pasteur, a la altura del Hospital Clínico.
Además esta nueva línea 20 incorpora el recorrido de la antigua línea 26, la cual solo recorría desde la alameda principal hasta alegría de la huerta y viceversa. 

## Características
La línea tenía como objetivo conectar el Campus de Teatinos con el Centro en el menor tiempo posible, por ello la mayor parte del recorrido lo hacía por autovía. También daba servicio a la barriada de Hacienda Bizcochero.
En la actualidad, la línea especial 11 cubre exactamente el mismo recorrido que realizaba esta línea. En la actualidad, desde el año 2013, la actual línea 20 conecta la barriada de Alegría de la Huerta en el distrito de Ciudad Jardín, con el barrio de Los Prados. La línea transcurre por paseo de Martíricos, calle Jaboneros, calle Armengual de la Mota, Alameda Principal, Avenida Muelle Heredia, calle Cuarteles, Avenida Explanada de la Estación, Paseo de los Tilos, y el resto del trayecto lo continúa mayormente por el Camino de San Rafael hasta finalizar su trayecto.

### Material Móvil
Los autobuses asignados a esta línea son los MAN Castrosua New City Hybrid.

## Recorrido

### Ida
Desde la Alameda, recorre la Avenida de Andalucía en su totalidad. Desde la Plaza de Manuel Azaña, se desvía por el puente de la Ciudad de la Justicia. Pasa una rotonda para incorporarse por la Avenida de Gregorio Prieto, y gira a la izquierda para continuar por el Bulevar de Louis Pasteur hasta la cabecera.
| Parada                                        | Código de Parada | Conexión EMT | Lugares de interés    |
| --------------------------------------------- | ---------------- | ------------ | --------------------- |
| Alameda Principal - Norte                     | 2301             |              |                       |
| Avenida de Andalucía - Rotonda                | 2009             |              |                       |
| Avenida de Andalucía - Jardines Picasso       | 1403             | 25, N4       | Jardines Picasso      |
| Avenida de Andalucía - Puente de las Américas | 1404             | 25, N4       | Edificio Negro        |
| Avenida de Andalucía - Centro de Salud        | 1405             | 25, N4       | Centro de Salud       |
| Plaza de Manuel Azaña                         | 2003             | 25, N4       |                       |
| Gregorio Prieto - Ciudad de la Justicia       | 420              | 4, 22        | Ciudad de la Justicia |
| Gregorio Prieto                               | 2207             | 22           |                       |
| Louis Pasteur - Manuel Domínguez              | 421              | 22           |                       |
| Facultad de Derecho                           | 833              | 22           |                       |
| Facultad de Medicina                          | 2011             | 8, 22        |                       |
| Louis Pasteur - Universidad                   | 2056             |              |                       |

### Vuelta
Desde la primera parada, toma el bulevar de Louis Pasteur y a la altura de Gregorio Prieto gira a la derecha hasta el final. En la rotonda, gira a la izquierda para incorporarse a la Avenida Blas Infante. Llega a la Plaza de Manuel Azaña y desde ahí continúa por la Avenida de Andalucía, hasta el final de la calle para acabar su recorrido en la Alameda.
| Parada                                      | Código de Parada | Conexión antigua EMT | Conexión actual EMT | Lugares de interés    |
| ------------------------------------------- | ---------------- | -------------------- | ------------------- | --------------------- |
| Louis Pasteur - Universidad                 | 2056             | 20                   | 11                  |                       |
| Facultad de Ciencias                        | 850              | 20, 22               | 11, 22              |                       |
| Facultad de Filosofía y Letras              | 832              | 20                   | 11                  |                       |
| Louis Pasteur - Manuel Domínguez            | 472              | 20, 22               | 11, 22              |                       |
| Gregorio Prieto                             | 476              | 20, 22               | 11, 22              |                       |
| Gregorio Prieto - Ciudad de la Justicia     | 473              | 4, 20, 22            | 4, 11, 22           | Ciudad de la Justicia |
| Plaza de Manuel Azaña                       | 2055             | 20, 25, N4           | 11, 25, N4          |                       |
| Avenida de Andalucía - Centro de Salud      | 1460             | 20, 25, N4           | 11, 25, N4          | Centro de Salud       |
| Avda. de Andalucía - Puente de las Américas | 1461             | 20, 25, N4           | 11, 25, N4          | Edificio Negro        |
| Avda. de Andalucía - Jardines Picasso       | 1462             | 20, 25, 31, N4       | 11, 25, 31, N4      | Jardines Picasso      |
| Avda. de Andalucía - Rotonda                | 1463             | 20, 25, 31, N4       | 11, 25, 31, N4      |                       |
| Alameda Principal - Norte                   | 2301             | 20                   | 3                   |                       |